# Zatrephes albescens
Zatrephes albescens là một loài bướm đêm thuộc phân họ Arctiinae, họ Erebidae.